# Kolbeinagjógv
Kolbeinagjógv før 2011 Kolbanargjógv (dansk: Koldbensgjov) er en bygd, på Færøerne. Den ligger nord for den større nabobygd 
Strendur ved vejen til Selatrað og ved enden af Sundini på Eysturoys vestkyst, og er en del af Sjóvar kommuna. 1. januar 2025 havde Kolbanargjógv 29 indbyggere. Postnummeret er FO 495.
Den 1. januar 1952 blev Sjóvar Sogn delt i to dele, Skáli og Skálafjörður skiltes og blev en selvstændig kommune under navnet Skáli kommune. Sjóvar sogn beholdt sit gamle navn efter delingen, nu med bygderne Innan Glyvur, Strendur, Kolbanargjógv, 
Morskranes og Selatrað.
Bygden er grundlagt 1933. Det er uklart, hvad navnets oprindelse er, men formen Kolbeinagjógv har været i brug længe. Den dialektale udtale af navnet viser sig at være baseret på formen Kolbeina-. Sandsynligvis Koldbenskløften.  

## Galleri
| - Kolbeinagjógv - Kolbeinagjógv - Kolbeinagjógv 1. - Wikimedia Commons har flere filer relateret til Kolbeinagjógv - Kolbanargjógv på faroeislands.dk 62°06′N 6°47′V / 62.1°N 6.78°V |